# Passitschna (Nadwirna)
Passitschna (ukrainisch Пасічна;  russisch Пасечная Passetschnaja, polnisch Pasieczna) ist ein Dorf in der ukrainischen Oblast Iwano-Frankiwsk mit etwa 6000 Einwohnern (2024).
Das erstmals in den Jahren 1648–1654 schriftlich erwähnte Dorf ist das administrative Zentrum der gleichnamigen, 16 km² großen Landratsgemeinde im Nordwesten des Rajon Nadwirna, zu der noch die Dörfer Bukowe (Букове, ⊙) mit etwa 540 Einwohnern, Postojata (Постоята, ⊙) mit etwa 700 Einwohnern und Sokolowyzja (Соколовиця, ⊙) mit etwa 50 Einwohnern gehören.
Die Ortschaft liegt im Osten der historischen Landschaft Galizien am Ufer der Bystryzja Nadwirnjanska   15 km südwestlich vom Rajonzentrum Nadwirna und 55 km südwestlich vom Oblastzentrum Iwano-Frankiwsk.
Seit 1860 wird im Dorf Öl gefördert, zwischen 1897 und 1968 führte von der Bahnstrecke Sighetu Marmației–Iwano-Frankiwsk bei Nadwirna ausgehend die Waldbahn Nadwirna durch den Ort und weiter durch das Bystryzjatal in südliche Richtung in die Karpatenwälder.

## Verwaltungsgliederung
Am 2. Juli 2019 wurde das Dorf zum Zentrum der neu gegründeten Landgemeinde Passitschna (Пасічнянська сільська громада/Passitschnjanska silska hromada), zu dieser zählten auch die Siedlung städtischen Typs Bytkiw sowie 6 in der untenstehenden Tabelle aufgelisteten Dörfer, bis dahin bildete es zusammen mit den Dörfern Bukowe, Postojata und Sokolowyzja die Landratsgemeinde Passitschna (Пасічнянська сільська рада/Passitschnjanska silska rada) im Westen des Rajons Nadwirna.
Am 12. Juni 2020 kamen noch die Dörfer Maksymez, Selena und Tschernyk zum Gemeindegebiet.
Folgende Orte sind neben dem Hauptort Passitschna Teil der Gemeinde:
| Name                     | Name       | Name                    | Name       | Name |
| ukrainisch transkribiert | ukrainisch | russisch                | polnisch   |      |
| ------------------------ | ---------- | ----------------------- | ---------- | ---- |
| Bilosoryna               | Білозорина | Белозорина (Belosorina) | Biłozoryny |      |
| Bukowe                   | Букове     | Буковое (Bukowoje)      | Buchtowiec |      |
| Bytkiw                   | Битків     | Бытков (Bytkow)         | Bitków     |      |
| Maksymez                 | Максимець  | Максимец (Maksimez)     | Maksymiec  |      |
| Mosoliwka                | Мозолівка  | Мозолевка (Mosolewka)   | Mozolówka  |      |
| Pniw                     | Пнів       | Пнев (Pnew)             | Pniów      |      |
| Postojata                | Постоята   | Постоята                | Postajatka |      |
| Selena                   | Зелена     | Зелёная (Seljonaja)     | Zielona    |      |
| Sokolowyzja              | Соколовиця | Соколовица (Sokolowiza) | Sokołowica |      |
| Tschernyk                | Черник     | Черник (Tschernik)      | Czernik    |      |